# Old English bulldog

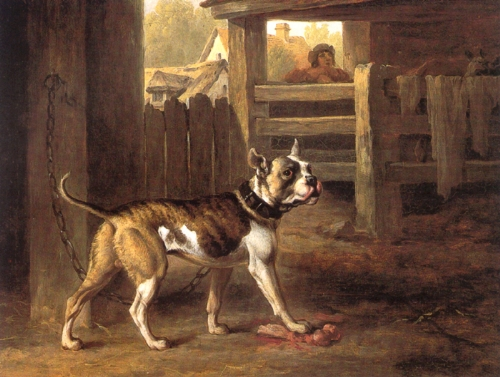
Ritratto di Bulldog - olio su tela di Philip Reinagle, 1790

Old English Bulldog era una razza canina molossoide di tipo dogue, originaria della Gran Bretagna, ormai estinta, dalla quale vennero selezionati i bulldog attuali, i bull Terrier e gli American Pit Bull Terrier. L’Old English Bulldog somigliava molto più all'attuale bulldog americano e all'Olde English Bulldogge che non al bulldog inglese propriamente detto.

## Storia
L'origine della razza bulldog data all'epoca delle invasioni barbariche, quando le popolazioni nomadi provenienti dalla steppa eurasiatica portarono nuove razze canine di tipo molossoide nelle terre dell'Impero romano. Rispetto al mastino da guerra già abbondantemente diffusosi nel bacino del Mediterraneo, i barbari ricorrevano spesso ad una tipologia di cane dalle mascelle potenti ma dal fisico capace di reggere i rigori dell'inseguimento e della lotta con il bisonte o l'uro, i bovidi selvatici allora diffusi nell'Europa continentale e nell'Europa orientale. Da questi cani sarebbero discesi i bulldog britannici e i bullenbeisser germanico-brabantini.
La storia ufficiale dell'Old English Bulldog comincia al tempo del Re d'Inghilterra Giovanni Senzaterra (inizio XIII secolo), quando, stando alla leggenda, il lord Guglielmo di Warenne, signore di Stamford si dilettò di assistere ad un inatteso spettacolo: un toro inferocito, fuggito dal recinto, portò scompiglio con una folle carica attraverso la città fino a che non venne abbattuto in un prato dai possenti cani da guardia dei macellai cittadini. Al lord piacquero sia l'inseguimento del toro, cui aveva preso parte, sia la lotta tra il bovino ed i cani, così si accordò con la municipalità perché ogni anno, il 13 novembre, lo spettacolo venisse riproposto.
Il bulldog era attore di primo piano nel popolare sport britannico del bull-baiting, messo in scena insieme agli altri cruenti spettacoli con gli animali nel Beargarden di Londra a partire dall'Età elisabettiana. Più in generale, la potenza e l'aggressività della razza finirono per farne il cane ad hoc per tutti i sanguinosi intrattenimenti prevedenti l'uso di animali tra il XVI ed il XIX secolo: bull-baiting, combattimento di cani, bear-baiting, lion-baiting, ecc.

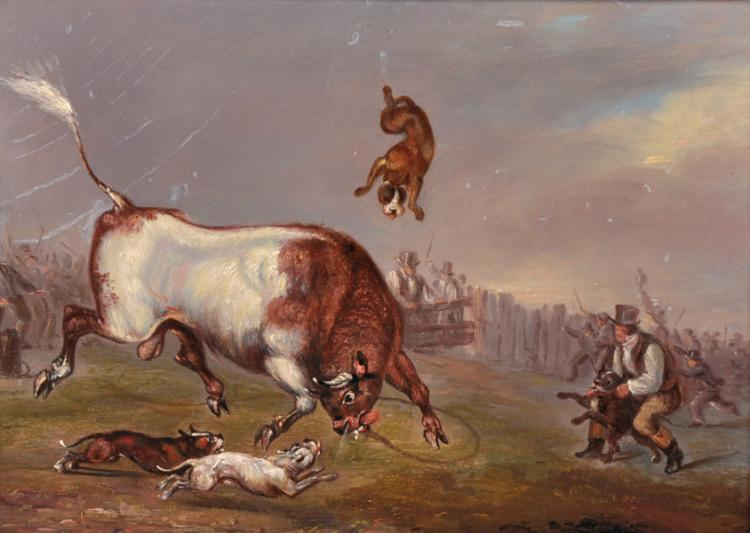
Bull-baiting

Il nome ufficiale "bulldog" venne utilizzato per la prima volta nel 1632. In una lettera dalla Spagna, l'inglese Prestwick Eaton chiede all'amico George Willingham, a Londra, di procurargli due esemplari di mastiff e due di bulldog per regalarli. Il documento fornisce quindi, ad un tempo, prova dell'esistenza della razza e chiara specifica dell'esistenza di una differenza tra la due forme di molosso: il più grosso e pesante mastino ed il bulldog, selezionato per la lotta con il toro.

Nell'Inghilterra degli Stuart, il bull-baiting era uno dei passatempi più diffusi e, di conseguenza, la selezione e l'allevamento dei bulldog raggiunse il suo massimo exploit. Al tempo della Regina Anna (1702-1714), le lotte di cani e tori venivano messe in scena due volte a settimana ad Hockley-in-the-Hole, vicino Clerkenwell (area centrale di Londra). Simili spettacoli erano anche diffusi nei centri di provincia. Forti del successo in patria, i bulldog vennero chiaramente introdotti anche nelle sempre più numerose colonie inglesi nel mondo. Durante il suo mandato quale governatore dei neo-conquistati Nuovi Paesi Bassi (1664-1668), Richard Nicolls ricorse a branchi di bulldog addestrati per circoscrivere il problema dei bovini selvatici nell'isola di Manhattan e nell'attuale Bronx. I cani venivano impiegati per distrarre il toro, azzannandolo sul muso, mentre gli uomini bloccavano il bellicoso erbivoro con una corda intorno al collo.

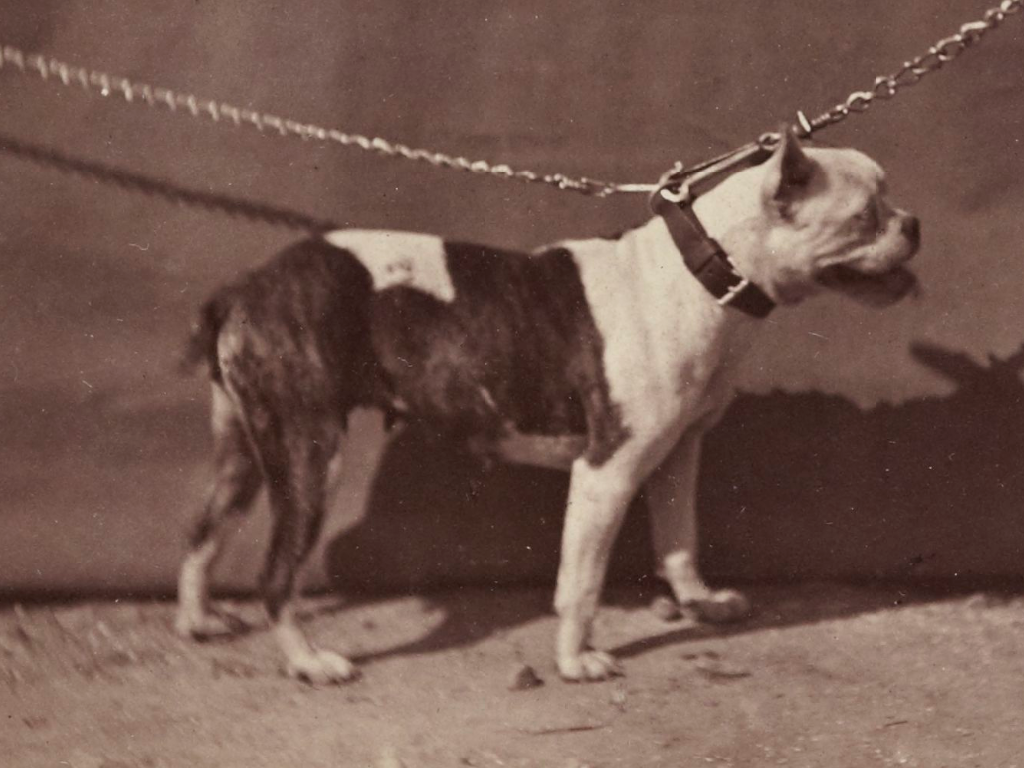
Old English Bulldog con orecchie erette, Francia, 1863.

Nonostante la grande popolarità del baiting nell'Impero britannico, non disponiamo di molte fonti che ci testimonino i nomi dei "campioni". Costituiscono un'eccezione i cani Wasp, Child e Billy, di proprietà del XI Duca di Hamilton, William, passati ai posteri per tramite di una litografia pubblicata su "Illustrated Sporting and Theatrical News" il 28 settembre del 1867. Il medesimo articolo ci informa che il proprietario dei cani rifiutò di vendere Billy per la cifra di 120 ghinee. Nel 1835, l'azione parlamentare britannica nota come Cruelty to Animals Act pose formalmente fine al bull baiting e rese il combattimento di cani un intrattenimento illegale. La formale abolizione delle vari forme di baiting sarebbe seguita di lì a poco.
Gli allevatori britannici non furono perciò più incentivati a mantenere la linea genetica del bulldog da combattimento, preferendo servirsi della razza per lo sviluppo di: (i) un cane da guardia/compagnia, l'attuale bulldog inglese; e (II) una nuova tipologia di cane da combattimento più agile e veloce, il bull and terrier, precursore degli attuali american pit bull terrier e bull terrier. Si è sempre pensato che la prima selezione venne operata tramite l'incrocio del bulldog con il carlino e la seconda tramite l'incrocio con il terrier. Queste teorie sono state smentite da studi genetici pubblicate sulla prestigiosa rivista “American Scientist” Parallelamente, allevatori inglesi intenzionati a selezionare una razza di cane da guardia adatta agli ampi spazi dei possedimenti campestri della upper class, le "estate", ricorsero al bulldog per ridurre la taglia e migliorare l'agilità del tradizionale mastiff. L'allevatore Sam Mosley, incrociando direttamente il bulldog con il mastiff, selezionò a tal scopo il bullmastiff.
Gli old english bulldog iniziarono a sparire nel corso degli anni '60 del XIX secolo. Il sopracitato articolo apologetico sul XII Duca di Hamilton William Douglas, datato 1867, definisce l'old english bulldog razza canina ormai scomparsa. L'11 settembre 1894, due bulldog vennero fatti gareggiare in una prova di resistenza. L'atletico King Orry, forse uno degli ultimi esemplari di Old English bulldog, e il tozzo e brachicefalo Dockleaf, considerabile a tutti gli effetti come un esemplare di bulldog inglese, concorsero in una camminata su di una distanza di 20 miglia. King Orry vinse la sfida, mentre Dockleaf collassò.

## Aspetto

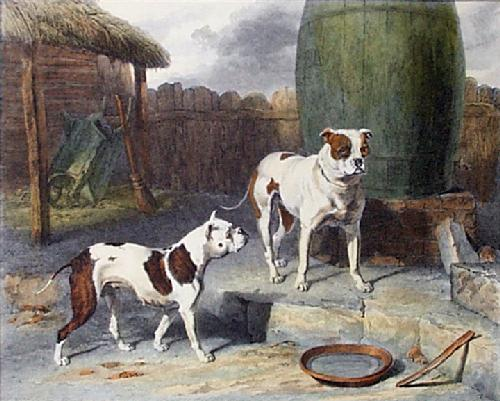
Crib and Rose

La forma ideale del bulldog venne identificata in un soggetto di sesso femminile, Rosa, ritratta nel 1817 da Samuel Raven (un allievo del pittore Abraham Cooper) insieme al suo compagno, un maschio di nome Crib. Il cane ha corpo massiccio, con costole ben arcuate, nettamente sviluppato rispetto al bacino. Il collo è possente e le spalle sono molto muscolose. Le zampe anteriori sono diritte e le posteriori ben arcuate, assottigliate al garretto. Il muso, corto rispetto al modello standard del "mastino" e dall'evidente prognatismo, manca comunque della brachicefalia caratteristica del moderno bulldog inglese.

La percezione d'insieme è quella di un animale con la massa corporea/muscolare sbilanciata in favore del petto e della testa. Queste caratteristiche sarebbero state per l'appunto il frutto della selezione mirata alla creazione di un cane capace: (a) di agguantare il muso del toro e di restarvi attaccato nonostante i possenti colpi del bovino; e (b) di sopravvivere alle cadute, inevitabili durante lo scontro con il toro, fidando su di una groppa leggera e nerboruta.
Alcuni esemplari possono nascere anuri o brachiuri.